# استوديو أي - كات
استوديو أي - كات (باليابانية: 株式会社studio A-CAT، بالروماجي: Kabushiki gaisha studio A-CAT) هو استوديو رسوم متحركة ياباني، تأسس في يونيو عام 1996، ويقع مقره في مدينة تاتشيكاوا في طوكيو.

## أعمال الاستوديو

### مسلسلات أنمي تلفزيونية
| العنوان                        | المخرج                   | تاريخ بداية العرض | تاريخ نهاية العرض | عدد الحلقات | المراجع       |
| ------------------------------ | ------------------------ | ----------------- | ----------------- | ----------- | ------------- |
| Frame Arms Girl                | كيتشيرو كاواغوتشي        | 3 أبريل 2017      | 19 يونيو 2017     | 12          | [ 2 ]         |
| Taisho Mebiusline Chicchaisan  | شو واتانابي              | 6 أكتوبر 2017     | 22 ديسمبر 2017    | 12          | [ 3 ]         |
| Pastel Life                    | تومي هينو                | 16 مايو 2018      | 21 يونيو 2018     | 6           | [ 4 ]         |
| Over Drive Girl 1/6            | كيتارو موتوناغا          | 6 أبريل 2019      | 22 يونيو 2019     | 12          | [ 5 ]         |
| تامايومي                       | توشينوري فوكوشيما        | 1 أبريل 2020      | 17 يونيو 2020     | 12          | [ 6 ]         |
| LBX Girls                      | كيتارو موتوناغا          | 7 يناير 2021      | 25 مارس 2021      | 12          | [ 7 ] [ 8 ]   |
| معركة بعد 5 ثواني من اللقاء    | ميغو نايتو نوبويوشي أراي | 13 يوليو 2021     | TBA               | TBA         | [ 9 ]         |
| جعلت نفسها تلميذة الرجل الحكيم | كيتارو موتوناغا          | 2021              | TBA               | TBA         | [ 10 ] [ 11 ] |

### أفلام أنمي
| العنوان                                      | المخرج            | تاريخ العرض   | المراجع |
| -------------------------------------------- | ----------------- | ------------- | ------- |
| Frame Arms Girl: Kyakkyau Fufu na Wonderland | كيتشيرو كاواغوتشي | 29 يونيو 2019 | [ 12 ]  |

### أوفا أنمي
| العنوان              | المخرج     | تاريخ العرض | المراجع |
| -------------------- | ---------- | ----------- | ------- |
| Chō Jikū Robo Meguru | كيجي غوتوه | نوفمبر 2014 | [ 13 ]  |

## وصلات خارجية
- الموقع الرسمي باللغة اليابانية
- استوديو أي - كات على موقع IMDb (الإنجليزية)